# Arthur Ney
Arthur Ney (Potsdam, 28 november 1887 – Villars-sur-Ollon, 13 december 1963) was een Zwitsers componist, dirigent en muziekuitgever van Duitse afkomst.

## Levensloop
Ney kreeg zijn muzikale opleiding in Potsdam. In 1914 vertrok hij naar Zwitserland en werd aldaar in 1920 genaturaliseerd. Ney was als dirigent verbonden aan verschillende blaasorkesten in Zwitserland zoals de Musikgesellschaft Interlaken, Musikgesellschaft Spiez (1919-1921), Musikgesellschaft Lyss, Feldmusik Schwyz, Stadtmusik Sursee, Feldmusik Beckenried, Musikgesellschaft Wimmis en Stadtmusik Luzern. In 1937 richtte hij een eigen muziekuitgeverij in Villars-sur-Ollon op, waar vooral zijn eigen werken gepubliceerd werden.
Als componist schreef hij ouverturen, selecties en vooral marsen voor blaasorkesten.

## Composities

### Werken voor harmonieorkest
- 1921 Konkordia (Concordia), mars
- 1933 Zur Jubelfeier, ouverture, op. 95
- 1934 Rhythmus, mars
- 1939 Trompeterruf - Appel aux Trompettes, mars, op. 107
- 1940 Marschbereit, mars, op. 110
- 1943 Saint Triphon, mars, op. 114
- Ad Astra, mars
- Die Urschweiz grüsst, mars
- Eidgenossen, mars
- Erster August, mars
- Europa in Waffen, mars
- Excelsior Ouverture
- Freiheitserwachen, mars
- Freiheitsgeist, mars
- Freiheitsstern, mars
- Freiheit und Vaterland, mars
- Friedensfanfaren, mars
- Für's Vaterland, mars
- Heldensöhne, mars
- Im Röseligarte, selectie over Zwitserse liederen
- Klänge aus dem Bernerland, selectie
- La Palme d'or, processiemars
- Mit Standarten, mars
- Mit vereinter Kraft, mars
- Night Flight
- Paneuropa, mars
- Pro Helvetia, mars
- Souvenir de Pleyel, ouverture
- Souvenir de Villar, mars
- Sprecher von Bernegg, mars
- Vivat Lucerna, bravourmars[1]

## Media
1. ↑  Vivat Lucerna. Gearchiveerd op 25 september 2019.

- Gemeinsame Normdatei: 1150257504
- Virtual International Authority File: 3082152744522927850007